# Jude Koudaya
Jude Koudaya, de son nom à l’État civil Jude Koffi Koudaya est né le 5 mai 2000 à Afagnan, dans la région maritime au Togo. Il est un cadreur, réalisateur et photographe togolais.

## Biographie
Né à Afagnan, Jude Koudaya, manifeste très tôt un intérêt pour l’image et le cinéma. Il poursuit des études en communication audiovisuelle et cinéma à l’Institut supérieur Don Bosco de Lomé où il obtient en 2022 une licence en communication audiovisuelle et cinéma.

### Carrière
Durant ses années universitaires, il réalise ses premiers courts métrages, dont There is Hope et Lieb’n Kuanu (2021).
Il acquiert parallèlement de l’expérience en travaillant comme assistant cadreur, assistant réalisateur et directeur de la photographie sur divers projets audiovisuel.
En 2024, il écrit et réalise The Seed of the Future, qui remporte le deuxième prix mondial au Don Bosco Young Film Festival. L'année suivante, son film Décidé est sélectionné au Festival panafricain du cinéma et de la télévision de Ouagadougou au FESPACO 2025 dans la catégorie « Films des Écoles de Cinéma ». 
Par ailleurs, Jude Koudaya est le fondateur et directeur d’Intello Art Industry, une structure spécialisée dans la production audiovisuelle.

#### Filmographie
- There is Hope (2021) — court métrage
- Lieb’n Kuanu (2021) — court métrage
- The Seed of the Future (2024) — court métrage
- Décidé (2025) — court métrage

#### Distinctions
- 2024 : Deuxième prix mondial, Don Bosco Young Film Festival, pour The Seed of the Future[5]
- 2025 : Sélection officielle au FESPACO, catégorie Films des Écoles de Cinéma, pour Décidé